# Mersch (district)

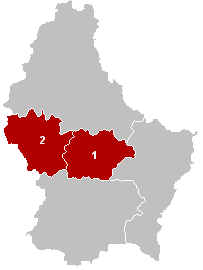
Het district Mersch binnen het Groothertogdom Luxemburg.
Indeling:
1: Kanton Mersch
2: Kanton Redange

Het District Mersch was van 30 mei 1857 tot 4 mei 1867 een van de districten van Luxemburg. De hoofdplaats van het district was Mersch. Het district Mersch bestond uit twee kantons: Mersch en Redange. Bij de opheffing van het district werd het kanton Redange ingedeeld bij het district Diekirch. Het kanton Mersch werd onderdeel van het district Luxemburg.